# Malachy McCourt

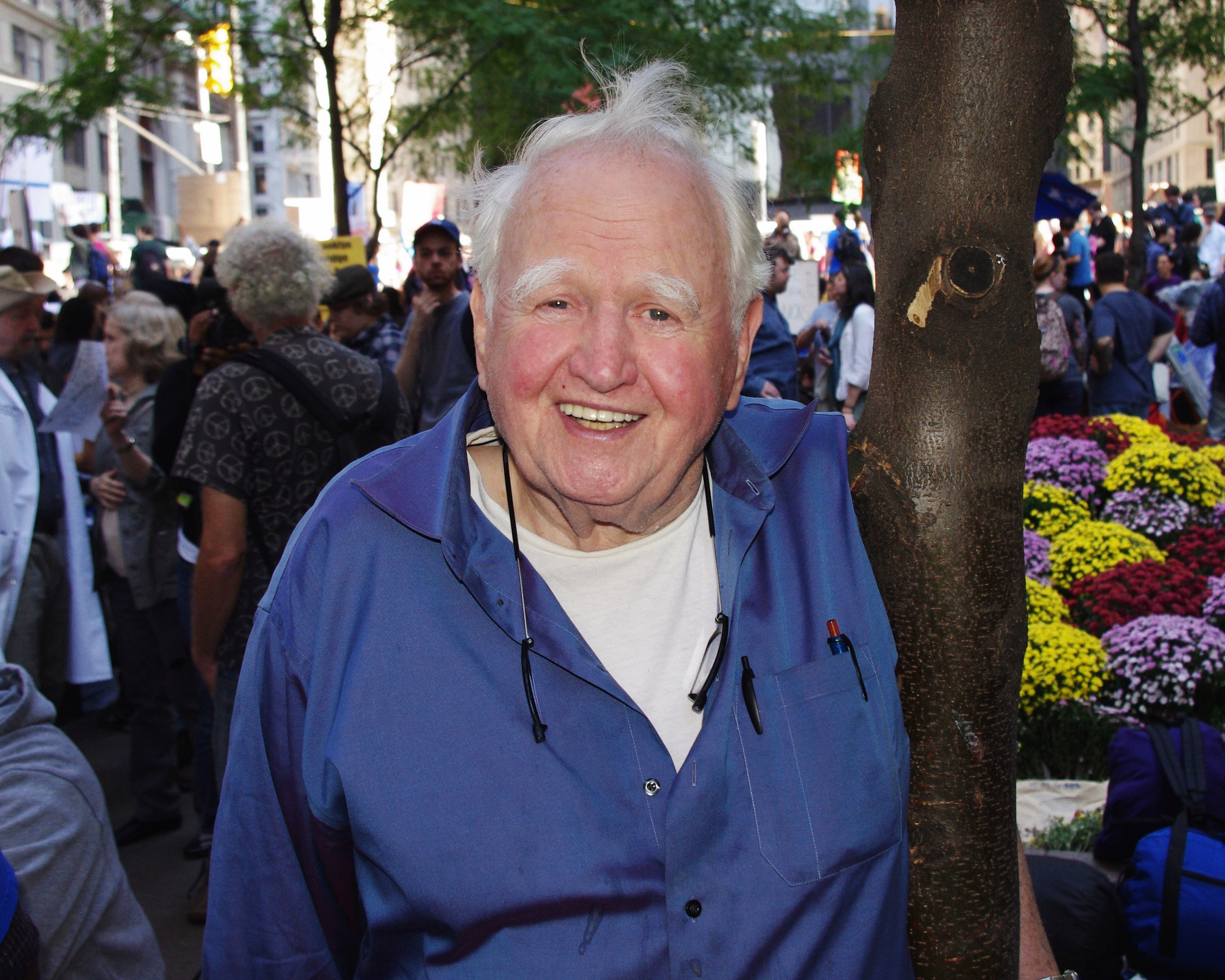
Malachy McCourt, 2011

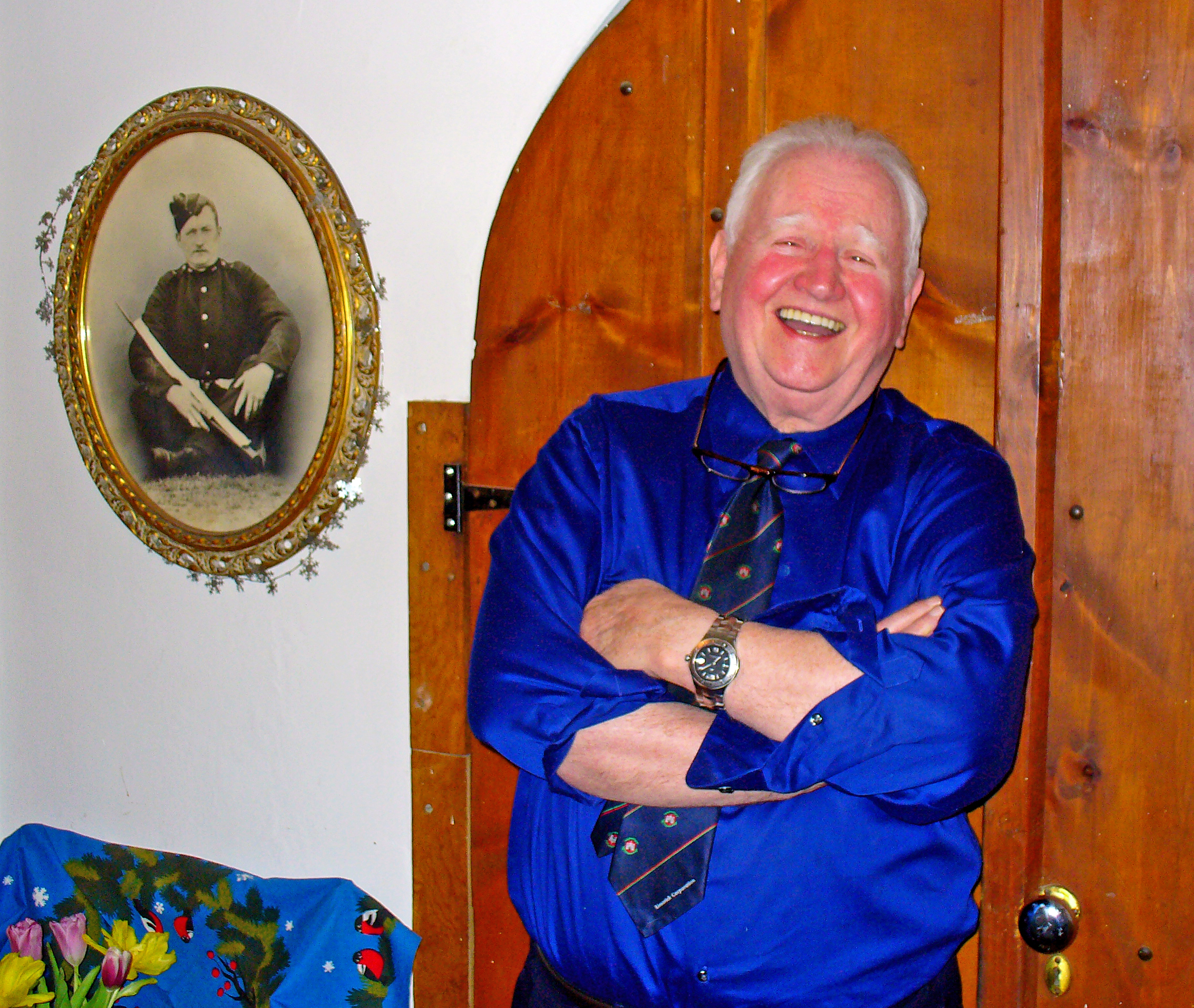
Malachy McCourt zu Hause

Malachy Gerard McCourt (* 20. September 1931 in Brooklyn, New York City; † 11. März 2024 in Manhattan, New York City) war ein irisch-US-amerikanischer Schauspieler, Schriftsteller und Bewerber um ein politisches Amt. Er war der jüngere Bruder von Frank McCourt.

## Leben
Geboren wurde Malachy McCourt in Brooklyn, New York. Im Kindesalter kam er mit seinen Eltern nach Limerick, Irland. 1952 wanderte er wieder in die USA aus. Er hatte fünf Kinder: Siobhan, Malachy III, Nina, Conor (ein Polizist und Dokumentarfilmer) und Cormac, die letzten drei von seiner zweiten Frau Diana. 1960 war er eines der vier Gründungsmitglieder des Manhattan Rugby Football Club.
McCourt bewarb sich im Jahr 2006 als Kandidat der Grünen um das Amt des Gouverneurs von New York. Nachdem ihn Meinungsumfragen zeitweise bei fünf Prozent der Stimmen gesehen hatten, erzielte er letztlich am Wahltag nur einen Anteil von 1,0 Prozent. Überlegener Sieger wurde der Demokrat Eliot Spitzer.

## Filmografie (Auswahl)
- 1970: Verflucht bis zum jüngsten Tag (The Molly Maguires)
- 1982: American Monster (Q: The Winged Serpent)
- 1984: House of God
- 1985: Zum Teufel mit den Kohlen (Brewster’s Millions)
- 1987: Der Mann vom anderen Stern (Fernsehserie, 1 Episode)
- 1989: Ryan’s Hoffnung
- 1989: Im Zeichen der Jungfrau (The January Man)
- 1990: Das Feld (The Field)
- 1990: Fegefeuer der Eitelkeiten (The Bonfire of the Vanities)
- 1993: J.F.K.: Reckless Youth
- 1994: Twilight Zone
- 1997: Turbulence
- 2001: Popcorn Shrimp
- 2002: Der Super-Guru (The Guru)
- 2002–2003: Oz – Hölle hinter Gittern (Staffel 5&6)
- 2008: Kurzer Prozess – Righteous Kill (Righteous Kill)
- 2009: Der große Traum vom Erfolg – The Mighty Macs
- 2009: After.Life
- 2012: The Fitzgerald Family Christmas
- 2017: Angelas Weihnachten (Angela’s Christmas) (Synchronisation)

## Werke (Auswahl)
- A Monk Swimming. HarperCollins, London 1998, ISBN 0-00-257019-1.
  - dt.: Der Junge aus Limerick. Aus dem Engl. von Claudia Feldmann. Argon, Berlin 1999, ISBN 3-87024-490-9.
- Singing My Him Song. Harper Perennial; Auflage: Reprint (16. Oktober 2001), ISBN 978-0060955489.